# 奧布拉特內
47°49′27″N 36°32′40″E / 47.82417°N 36.54444°E
奧布拉特內（烏克蘭語：Обратне）是位於烏克蘭東南部的村莊，由扎波羅熱州波洛希區的胡利亚伊波莱市镇負責管轄。該村始建於1825年，面積0.65平方公里，2001年人口37，人口密度每平方公里56.9人。